# EPZ
EPZ, Export Processing Zone, eller Free trade zone, FTZ, är områden inom länder där företag får verka med särskilt förmånliga regler. Vanligtvis innebär detta att de slipper moms, tullavgifter och att importen till dessa områden inte innefattas av några kvoter. Dessa områden återfinns ofta i nära anknytning till hamnar och andra logistiska knutpunkter för handel. Anledningen till dessa zoner är att främja exportnäringen i landet för att på så sätt uppnå ekonomisk tillväxt. Inom dessa områden är ofta företagsklimatet extra gynnsamt för de som har möjlighet att stationera sig där. Infrastrukturen inom dessa zoner är i många fall bättre utvecklad än landet i övrigt.
En svensk term som använts är exportfrizon. 